# عبد الله بن صالح العجلي
عبد الله بن صالح بن مسلم بن صالح العجلي أبو أحمد الكوفي المقرئ، أحد رواة الحديث النبوي.

## سيرته
أخذ عبد الله بن صالح القراءة عن مشاهير عصره، فقد أخذها عرضا عن حمزة الزيات، كما روى حروف القراءة عن أبي بكر بن عياش وحفص بن سليمان.
روى عنه القراءة ابنه الحافظ أبو الحسن أحمد بن صالح العجلي، وأحمد بن يزيد الحلواني، وإبراهيم بن نصر الرازي، ومحمد بن شاذان الجوهري.
أما الحديث النبوي فقد روى عن: أسباط بن نصر الهمداني، وإسرائيل بن يونس، وإسماعيل بن مجالد بن سعد، وإسماعيل بن يحيى الكوفي، وأيوب بن عتبة اليمامي، وحزم بن مهران القطعي، والحسن ين صالح بن حي، وحماد بن سلمة، وحمزة الزيات، وأبي خيثمة زهير بن معاوية، وأبي الأحوص سلام بن سليم، وشبيب بن شيبة، وشجاع بن أبي نصر البلخي، وشريك بن عبد الله، وصفوان بن عيسى، وأبي زبيد عبثر بن القاسم، وعبد الله بن إدريس، وعبد الله بن المبارك، وعبد الرحمن بن ثابت بن ثوبان، وعبد الرحمن بن أبي الزناد، وعبد العزيز بن عبد الله بن أبي سلمة الماجشون، وعبد الملك بن محمد بن أبي بكر الأنصاري قاضي بغداد، وعلي بن حمزة الكسائي القرئ، وعمرو بن أبي المقدام ثابت بن هرمز، وفضيل بن مرزوق، ومحمد بن الحسن الشيباني، ومحمد بن صبيح ابن السماك، ومحمد بن عبد الله بن كناسة، ومعروف بن واصل، ومعلى بن راشد، ومندل بن علي العنزي، وناصح أبي عبد الله الكوفي الحائك، والوليد بن بكير أبي دناب، ويحيى بن آدم، ويحيى بن زكريا بن أبي زائدة، ويحيى بن سلمة بن كهيل، ويحيى بن عبد الملك بن أبي غنية، ويحيى بن يمان، ويعقوب بن إبراهيم بن سعد، وأبي بكر النهشلي.
روى عنه: البخاري فيما قيل، وإبراهيم بن إسحاق الحربي، وإبراهيم بن عبد الله الخلتي، وإبراهيم بن عبد الرحمن بن دنوقا، وإبراهيم بن محمد بن مروان العتيق، وإبراهيم بن الوليد الجشاش، وأحمد بن إبراهيم الدورقي، وأحمد بن خازم بن أبي غرزة الغفاري، وأحمد بن خالد الخلاد، وأحمد بن الخليل البرجلاني، وأحمد بن عبد الله العجلي، وأحمد بن محمد بن عبد الله الجعفي، وأحمد بن مسعود بن نصر النحوي، وأحمد بن نصر النيسابوري، وأحمد بن يحيى بن جابر البلاذري، وبشر بن موسى الأسدي، وجعفر بن محمد الصائغ، وجعفر بن محمد البزاز، وحامد بن سهل الثغري، والحسن بن إسحاق الحربي العطار، والحسن بن ناصح، والحسين بن عبد الرحمن الاحتياطي، وسليمان بن توبة النهرواني، وسليمان بن أبي شيخ الخزاعي، وصالح بن عمران الدعاء، وعبد الله بن عمرو الوراق، وعبد الله بن محمد بن سورة السلمي، وعبد السلام بن جابر، وعبد السلام بن يحيى العنبري، وأبو زرعة الرزاي، وعلي بن الحسن بن موسى، وعمر بن محمد الشطوي، وعمرو بن محمد الناقد، والفضل بن داود الواسطي، والفضل بن سهل الأعرج، وأبو حاتم الرازي، وأبو إسماعيل محمد بن إسماعيل السلمي، ومحمد بن العباس المؤدب، ومحمد بن عبد الرحيم البزاز، وأبو بكر محمد بن أبي عتاب الأعين، ومحمد بن عثمان الأسلمي، ومحمد بن علي بن بطحاء، ومحمد بن غالب بن حرب تمتام، ومحمد بن المثنى البزاز صاحب بشر الحافي، ومحمد بن الورد، وهارون بن إسحاق الهمداني، وهارون بن سفيان المستملي، وهيذام بن قتيبة المروزي، ويحيى بن يونس.

## أقوال العلماء فيه
- قال يحيى بن معين: ثقة.
- وقال أبو حاتم الرازي: صدوق.
- وقال الوليد بن بكر الأندلسي: وأما عبد الله بن صالح فمن ثقات أئمة أهل الكوفة، صاحب قرآن وسنة.
- وقال ابن حبان: مستقيم الحديث.[5]

- وقال ابن حجر العسقلاني: ثقة.
- وقال جلال الدين السيوطي: من كبار المقرئين.[6]